# Innaarsuit
Innaarsuit ("De ejendommelige skrænter") er en bygd med ca. 153 indbyggere i Vestgrønland, som ligger på en 27 km² ø yderst i Tasiusaqbugten med det samme navn, beliggende ca. 46 km nord for Upernavik i Avannaata Kommune. Før januar 2018 tilhørte bygden Qaasuitsup Kommune. Bopladsen blev oprettet omkring 1911. Indtil 1950 havde bygden kun 30 indbyggere, men herefter har tallet været stigende. Øens højeste punkt er det 310 meter høje fjeld Saattup Akia.
Bygden er vokset op omkring havnen, der ligger i en naturlig bugt på øens vestkyst, hvor bådene kan ligge beskyttet i læ for vinden. Ved havnen, der har en anløbsbro med en kajlængde på 9 meter og en vanddybde på 2 meter, ligger bygdens erhvervsområder samt et mindre centerområde med de fælles servicefaciliteter som. omfatter servicehus, filialkontor, bygdekonsultation, kapel og skole. Børnepasningen sker i dagpleje. I Innaarsuit er der en Pilersuisoq-butik, som forsyner beboerne med fødevarer og andre nødvendige artikler.
Havnen og centerområdet omkranses af et boligområde med spredte enfamiliehuse. Bygdens erhvervsgrundlag er fiskeri og fangst af hvaler og sæler. Særlig fangsten af helleflynder er en vigtig indtægtskilde. Royal Greenland har en afdeling i bygden som slagter og indefryser helleflynder.
Elforsyningen er baseret på et dieseldrevet bygdeelværk og varmeforsyningen af et oliefyr. I 2002 blev der etableret et 750 meter vandledningsnet i forbindelse med 3 nye taphuse og fremføring af vand til produktionsanlæggene. Vandforsyningen er baseret på overfladevand. Natrenovationen foregår ved indsamling af poser, som tømmes ud i havet.
Innaarsuit har ikke et forsamlingshus, men salen i servicehuset danner den overordnede ramme for bygdens kultur- og fritidsliv. Børnene undervises i folkeskolen "Fiilimuup Atuarfia", der har plads til 25 elever fra 1. til 8. klasse. Der er ansat én lærer og fire vikarer. Skolen holder til i bygninger, der blev udbygget og renoveret i 1992. Skolen bruges også som kirke.
Bygden har fra Innaarsuit Helistop helikopterforbindelse med byen Upernavik flere gange om ugen. Øvrig transport sker med skib, hundeslæde eller snescooter.
Den 12 juli 2018 grundstødte et stort isbjerg lige uden for bygden. Den 13 juli blev 33 af indbyggerne evakueret til det højere beliggende servicecenter. Der var fare for at isbjerget kunne kælve og sender en flodbølge ind mod bygden. Den 18. juli ophævede myndighederne hele fareområdet. Isbjerget var samme dag drevet 500-600 meter nord for Innaarsuit, som dermed er beskyttet af en klippevæg.